# Stibadocera opalizans
Stibadocera opalizans är en tvåvingeart som beskrevs av Alexander 1931. Stibadocera opalizans ingår i släktet Stibadocera och familjen mellanharkrankar. Inga underarter finns listade i Catalogue of Life.